# Dypsis mananjarensis
Espèce
Synonymes
- Chrysalidocarpus fibrosus Jum.[2] [1]
- Chrysalidocarpus mananjarensis Jum. & H. Perrier[2]
- Chrysalidocarpus mananjarensis Jum. & H.Perrier[1]

Statut de conservation UICN

 NT  : Quasi menacé
Dypsis mananjarensis est une espèce de plantes de la famille des Arecaceae.

## Publication originale
- Palms of Madagascar 163. 1995.